# Catena Mundi (издавачка кућа)
Catena Mundi је издавачка кућа из Србије, основана 20. септембра 2012. године у Београду од стране Бранимира Нешића и Бошка Обрадовића.

## Историјат
Након што су Двери српске од студентског и потом националног часописа прерасле у политичку организацију, а затим у политичку странку, оснивачи су одлучили да наставе, али и прошире издавачку делатност кроз оснивање издавачке куће.
Издавачка кућа је званично основана 20. септембра 2012. године у Београду, а као оснивачи у регистру Агенције за привредне регистре наведени су Бранимир Нешић и Бошко Обрадовић. Кућа је добила име по енциклопедији Catena Mundi, чији је аутор књижевник и критичар Предраг Драгић Кијук, истакнути сарадник Двери.

## Аутори
Издавачка кућа је обновила издање двотомне енциклопедије Catena Mundi, а затим јој је придружила и трећи том у којем су заступљени списи Јована Цвијића, Исидоре Секулић, Слободана Јовановића, Димитрија Богдановића, Василија Крестића, Милорада Екмечића, Милана Кашанина, Георгија Острогорског, Александра Соловјева, Јованке Калић, Михаила Динића, Василија Ђерића, Жарка Видовића, Растка Петровића, Владимира Дворниковића, Александра Ломе, Јевта Дедијера, Тибора Живковића, Љубомира Дурковића Јакшића, Дарка Танасковића, Хасана Репца, Дејана Медаковића, Саве Текелије, Стефана Стратимитовића…
Обновљено је и издање двотомног дела Magnum Crimen, аутора Виктора Новака, југословенског историчара хрватског порекла, професор Београдског универзитета, члан Српске академије наука и уметности.
У саиздаваштву са Задужбином Милоша Црњанског, кроз пројекат издавања сабраних дела Милоша Црњанског објављене су две књиге: Политички чланци 1919−1939 и прва књига Преписке у којој су сабрана размењена и сачувана писма са Андрићем, Ником Бартуловићем, Аницом Савић Ребац, Марком Ристићем, Слободаном Јовановићем, Миланом Кашанином и другима.
Међу осталим ауторима чија је дела објавила ова издавачка кућа, налазе се Мило Ломпар, Милош Ковић, Коста Чавошки, Бојан Димитријевић, Душан Батаковић, Срђан Цветковић, Немања Девић, Миодраг Лекић, Владимир Лепосавић, Александар Раковић, Слободан Антонић, епископ нишки Јован, Срђа Трифковић, Миломир Степић, Ненад Илић, Милутин Живковић, Милош Тимотијевић, Раде Ристановић, Миша Ђурковић, Душко Бабић, Никола Маловић, Дејан Мировић...
Од страних аутора, објављене су књиге руске историчарке Јелене Гускове и норвешког историчара Кнута Фловика Торесена.
Поново или по први пут, објављена су дела чији су аутори Достојевски, Александар Солжењицин, Радослав Грујић, Васиљ Поповић, Марко С. Марковић, Василије Крестић, Чедомир Попов, Ратко Парежанин, Сава Банковић...

## Награде
- 2017. Награда за издавачки подухват године за Србију, Сајам књига у Андрићграду[2]